# Pseudopyrgus curtipennis
Pseudopyrgus curtipennis är en insektsart som beskrevs av Kevan, D.K.M. 1966. Pseudopyrgus curtipennis ingår i släktet Pseudopyrgus och familjen Trigonopterygidae. Inga underarter finns listade i Catalogue of Life.